# SK Hanácká Slavia Kroměříž
SK Hanácká Slavia Kroměříž ist ein tschechischer Fußballklub aus der ostmährischen Stadt Kroměříž. In den Jahren 2004 bis 2006 spielte der Verein in der zweithöchsten tschechischen Liga. Aktuell tritt er in der dritthöchsten Liga, der MSFL an.
Im tschechischen Fußballpokal ist der größte Erfolg das Erreichen des Halbfinales in der Saison 2010/2011, als sich Kroměříž nach einem Viertelfinalsieg über den Erstligisten FC Zbrojovka Brünn knapp FK Mladá Boleslav (1:1 im Hinspiel, 1:3 im Rückspiel) geschlagen geben musste.

## Spieler
- Josef Silný (1916–1923, 1935–1940), tschechischer Nationalspieler, 1925–1934, 50 A Länderspiele, 28 Tore.

## Trainer
- František Komňacký (1994–1995)
- Petr Uličný (2000–2002)
- Roman Pivarník (2005)